# Hydroptila judithae
Hydroptila judithae är en nattsländeart som beskrevs av Francois-Marie Gibon 1987. Hydroptila judithae ingår i släktet Hydroptila och familjen smånattsländor. Inga underarter finns listade i Catalogue of Life.